# Yu Xinna
Yu Xinna (en chino: 于鑫娜; Harbin, 8 de marzo de 1986) es una deportista china que compitió en curling. Ganó una medalla de bronce en el Campeonato Mundial de Curling Femenino de 2011.

## Palmarés internacional
| Campeonato Mundial | Campeonato Mundial  | Campeonato Mundial | Campeonato Mundial |
| Año                | Lugar               | Medalla            | Prueba             |
| ------------------ | ------------------- | ------------------ | ------------------ |
| 2011               | Esbjerg (Dinamarca) | Medalla de bronce  | Equipo             |